# Leonard B. Jordan
Leonard B. Jordan (Mount Pleasant, 1899. május 15. – Boise, 1983. június 30.) az Amerikai Egyesült Államok szenátora (Idaho, 1962–1973).